# Шпичинці (Деражнянська міська громада)
Шпи́чинці — село в Україні, у Деражнянській міській громаді Хмельницького району Хмельницької області. Населення становить 665 осіб. 
На схід від села розташований Шпичинецький заказник.

## Історія
Шпичинці згадуються у метричних книгах та люстраціях половини 18-го століття.
7 (20) листопада 1917 року, відповідно до Третього Універсалу Української Центральної Ради, увійшло до складу Української Народної Республіки.
12 червня 2020 року, відповідно до розпорядження Кабінету Міністрів України № 727-р «Про визначення адміністративних центрів та затвердження територій територіальних громад Хмельницької області», увійшло до складу Деражнянської міської громади.
19 липня 2020 року, в результаті адміністративно-територіальної реформи та ліквідації Деражнянського району, село увійшло до складу Хмельницького району.

## Символіка
Щит перетятий укороченим вістрям на лазурове і зелене поля. На лазуровому полі золота яблуня з плодами, над якою золоте сонце. На вістрі - половина золотого колеса від воза, з срібними ободом і втулкою. Оскільки герб містить спиці (шпиці) колеса то є промовистим.